# Académie nationale de médecine
Pour les articles homonymes, voir Académie de médecine.
L’Académie nationale de médecine est une société savante médicale située rue Bonaparte dans le 6e arrondissement de Paris, mais qui ne fait pas partie de l'Institut de France.
Elle est issue de l'Académie royale de médecine qui a été fondée en 1820, en y intégrant l'Académie royale de chirurgie qui existait depuis 1731.

## Historique
L'Académie royale de médecine a été créée par Louis XVIII en 1820, sous l'impulsion du baron Antoine Portal qui fédéra trois sociétés savantes médicales : la Société royale de médecine, l'Académie royale de chirurgie et la Société de la faculté de médecine fondée par son rival Joseph-Ignace Guillotin, et de Louis-Charles Deneux. Ses statuts sont fondés sur ceux de l'Académie royale de chirurgie, de 1731 et de la Société royale de médecine, de 1776. L'Académie de médecine, de royale, devint impériale de 1851 à 1870, puis nationale à partir du 1er mars 1947.
L'article 2 de l'ordonnance de 1820, signée par Louis XVIII définit les statuts et missions de l'Académie royale de médecine comme suit :

« Cette académie sera spécialement instituée pour répondre aux demandes du gouvernement sur tout ce qui intéresse la santé publique, et principalement sur les épidémies, les maladies particulières à certains pays, les épizooties, les différents cas de médecine légale, la propagation de la vaccine, l'examen des remèdes nouveaux et des remèdes secrets, tant internes qu'externes, les eaux minérales naturelles ou factices, etc.
Elle sera en outre chargée de continuer les travaux de la Société royale de médecine et de l'Académie royale de chirurgie : elle s'occupera de tous les objets d'étude ou de recherches qui peuvent contribuer au progrès des différentes branches de l'art de guérir.
En conséquence, tous les registres et papiers ayant appartenu à la Société royale de médecine ou à l'Académie royale de chirurgie, et relatifs à leurs travaux, seront remis à la nouvelle académie et déposés dans ses archives. »

À sa création, l'académie tenait ses séances à la faculté de médecine de Paris. Elle occupa de 1824 à 1850 un modeste local rue de Poitiers, puis s'installa dans la chapelle désaffectée de l'hôpital de la Charité de la rue des Saints-Pères, aujourd'hui cathédrale Saint-Volodymyr-le-Grand, avant d'emménager définitivement dans l'hôtel de la rue Bonaparte, construit par l'architecte Justin Rochet de 1899 à 1902.
La loi relative à l'enseignement supérieur et à la recherche de 2013 actualise les statuts de l’académie pour lui donner un statut comparable aux académies de l’Institut de France :

« L'Académie nationale de médecine est une personne morale de droit public à statut particulier, placée sous la protection du Président de la République française.
Elle a pour mission de répondre, à titre non lucratif, aux demandes du Gouvernement sur toute question concernant la santé publique et de s'occuper de tous les objets d'étude et de recherche qui peuvent contribuer aux progrès de l'art de guérir.
Ses membres sont élus par leurs pairs. Toutes les fonctions y sont électives.
L'Académie nationale de médecine s'administre librement. Ses décisions entrent en vigueur sans autorisation préalable. Elle bénéficie de l'autonomie financière sous le seul contrôle de la Cour des comptes.
L'administration de l'Académie est assurée par un secrétaire perpétuel, un bureau et un conseil d'administration.
L'Académie peut recevoir des dons et des legs. »

## Missions

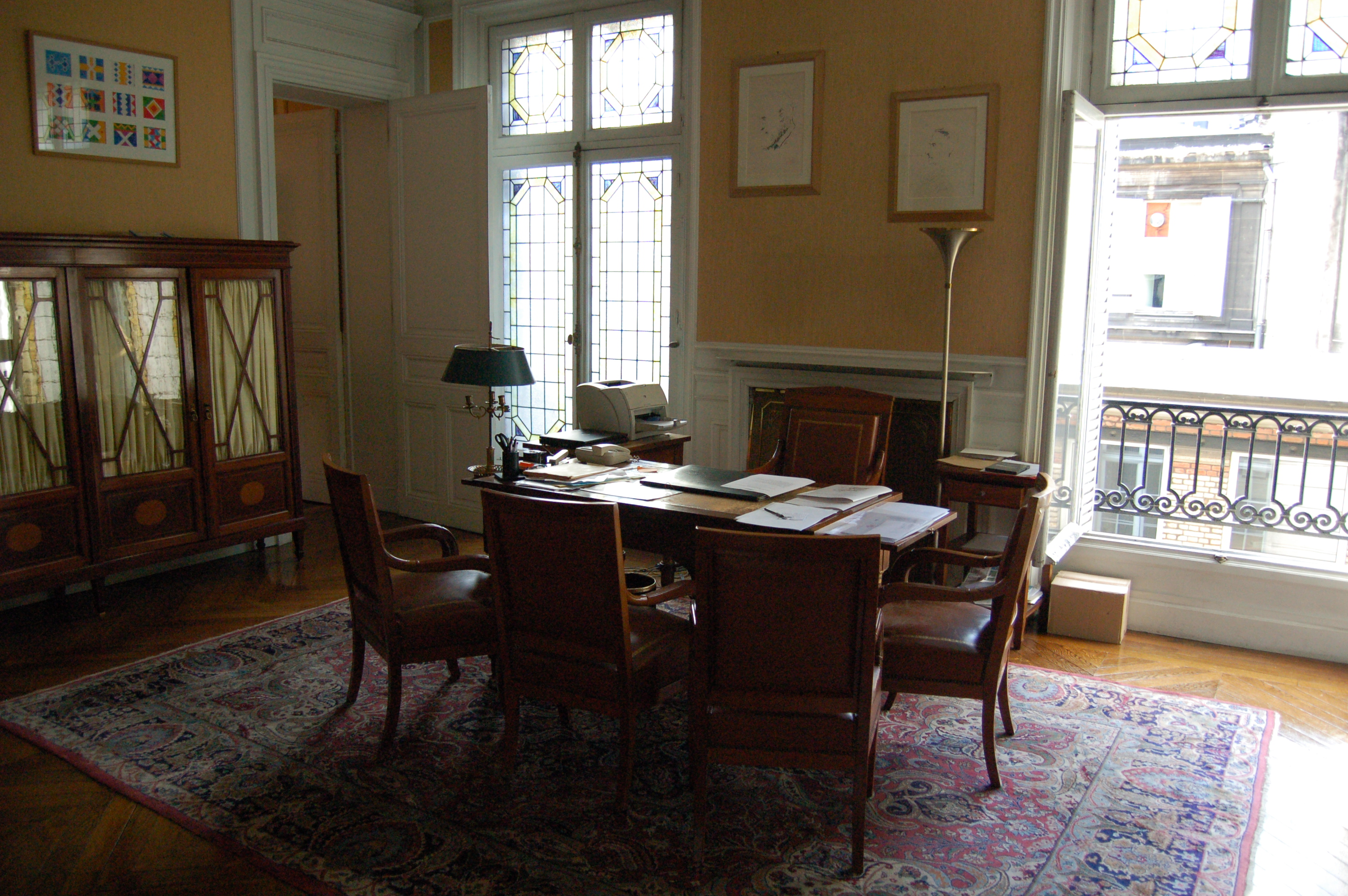
Cabinet du secrétaire perpétuel.

Les missions de l'académie consistent à répondre à toutes les questions posées par le gouvernement français dans le domaine de la santé publique, afin que celui-ci obtienne un éclairage en matière de politique de santé. En plus de son rôle de conseiller, elle peut également, sans sollicitation préalable, émettre des avis ou communiqués éventuellement destinés à être largement diffusés. L'académie œuvre également au perfectionnement et à la diffusion des sciences médicales et pharmaceutiques, ainsi qu'à leurs applications.
Elle peut aussi s’autosaisir dans les domaines de la santé mais plus volontiers sur les questions de santé publique et d’éthique médicale.
Elle joue aussi un rôle décisif, avec les prix et les bourses qu'elle décerne chaque année, dans l'aide à la recherche médicale. Elle délivre ainsi notamment le Prix de l'Académie nationale de médecine, le Prix Jansen et le Prix Albert-Creff, et le prix biennal Drieu-Cholet les années paires.
Elle publie un dictionnaire de l’Académie nationale de médecine, en ligne, qui rassemble en permanence l’ensemble du vocabulaire médical.

## Organisation

### Comités de l’Académie nationale de médecine

#### Comité d’éthique
Président : Jacques BRINGER

#### Comité des affaires juridiques
Président : Renaud DENOIX de SAINT MARC

#### Comité des relations internationales
Président : Patrice DEBRE

#### Comité du langage médical (Dictionnaire – Bibliothèque)
Président : Gérard MORVAN

#### Comité de déontologie
Présidente : Claudine BERGOIGNAN-ESPER

#### Comité de l’économie de la santé et de l’assurance maladie
Président : Jean-Paul TILLEMENT

### Les commissions et groupes de travail
Dix commissions permanentes sont chargées des principaux thèmes concernant la santé : Biologie, Génétique, Carcinogénèse ; Pharmacotoxicologie, Thérapeutiques médicamenteuses et interventionnelles, Dispositifs médicaux implantables ; Thérapies complémentaires, Thermalisme, Eaux minérales ; Santé mentale, Neurosciences, Addictions ; Médecine numérique et imagerie (Science numérique et intelligence artificielle) Intelligence artificielle, mégadonnées, interface homme-machine ; Une seule santé humaine et animale, Maladies infectieuses, Vaccins Déterminants de santé, environnement, alimentation et nutrition, pathologie tropicale ; Prévention, Organisation des soins et du médicosocial Parcours de soin, handicap, dépendance, vieillissement, fin de vie ; Physiopathologie, Médecine et Chirurgie des maladies non transmissibles Maladies cardiovasculaires, cancers, maladies respiratoires, diabète, autres pathologies aiguës et chroniques ; Reproduction, Développement, Santé de l’enfant ; Formation, Recherche, Innovation
Elles réunissent chacune les membres, titulaires et correspondants, les plus qualifiés sur le thème considéré. Elles prennent les avis de personnalités extérieures particulièrement qualifiées dans le domaine qu’elles étudient, sous forme d’audition en commission ou de vidéoconférence. Sur des sujets spécifiques, les commissions peuvent, après approbation du Conseil d’administration, constituer des « groupes de travail ». Les travaux des groupes de travail doivent être soumis à l’avis de la commission permanente dont ils dépendent.

## Prix de l'Académie nationale de médecine
Tous les ans, l'institution remet plus d'une cinquantaine de prix, dont le prix de l'Académie nationale de médecine — doté de 27 000 euros en 2018 — récompensant des médecins et chercheurs pour l'ensemble de leurs travaux au cours de leur carrière.

### Lauréates et lauréats
| Année | Nom des lauréates et lauréats du Prix de l' Académie nationale de médecine |
| ----- | -------------------------------------------------------------------------- |
| 2024  | Gérard Eberl                                                               |
| 2023  | Philippe Rondard                                                           |
| 2022  | Michel Azizi                                                               |
| 2021  | Catherine Llorens-Cortes                                                   |
| 2020  | Seiamak Bahram                                                             |
| 2019  | Jean-Michel Molina                                                         |
| 2018  | Alexandre Loupy                                                            |
| 2017  | Jean-Louis Mas                                                             |
| 2016  | Marina Cavazzana-Calvo                                                     |
| 2015  | Philippe Bousso                                                            |
| 2014  | Philippe Musette                                                           |
| 2013  | Nicolette Farman et Marie-Édith Rafestin-Oblin                             |
| 2012  | Serge Adnot                                                                |
| 2011  | Jean-Jacques Lataillade                                                    |
| 2010  | Raphaël Scharfmann                                                         |
| 2009  | Jean-Louis Mandel                                                          |
| 2008  | Brice Felden                                                               |
| 2007  | Geneviève Nguyen                                                           |
| 2006  | Hubert Vaudry                                                              |
| 2005  | Denis Duboc                                                                |
| 2004  | Pierre-Marie Lledo                                                         |
| 2003  | Antoine Gessain                                                            |
| 2002  | Pascale de Lonlay-Debeney                                                  |
| 2001  | Daniel Scherman                                                            |

### Utilisation des legs et dons: prix et bourses
Les legs et dons consentis à l’Académie lui permettent, par la gestion des patrimoines mobiliers ou immobiliers, qu’ils constituent, la dotation de prix et de bourses renouvelés tous les ans ou tous les deux ans.

### Financement
Les ressources financières de l'académie proviennent à la fois du budget de l'État et de ses fonds propres.

## Membres
L'Académie nationale de médecine compte statutairement 135 membres titulaires, 160 membres correspondants, 120 membres correspondants étrangers et 60 membres associés étrangers. Les membres sont répartis en quatre divisions : médecine et spécialités médicales, chirurgie et spécialités chirurgicales, sciences biologiques et pharmaceutiques, santé publique.

### Membres titulaires
En 2024/2025, une partie des membres titulaires est constituée de  :
- Michel Aubier
- André Aurengo
- Catherine Barthélémy
- Étienne-Émile Baulieu
- Jean-Marie Bourre
- François Bricaire
- Claude-Henri Chouard
- Pierre Corvol
- Laurent Degos
- Renaud Denoix de Saint Marc
- Alain Fischer
- Iradj Gandjbakhch
- Marc Gentilini
- Pierre Joly
- Pierre Jouannet
- Bernard Launois
- Denis Le Bihan
- Henri Lôo
- Jacques Marescaux
- Jean-François Mattei
- François-Bernard Michel
- Edwin Milgrom, Jacques Milliez
- Pierre Miossec
- Charles Pilet
- Patrice Queneau
- Henri Rochefort
- Christine Rouzioux
- Bernard Salle
- Alfred Spira
- Pierre Tiollais
- Yvan Touitou
- Patrice Tran Ba Huy
- André Vacheron
- Guy Vallancien
- Frédéric Van Roekeghem
- Yves Ville
- Jean-Didier Vincent
- Éric Vivier
- Laurence Zitvogel

### Présidents
- 1821 : Antoine Portal (1743-1832)
- 1822 et 1823 : Edme Bourdois de La Motte (1754-1835)
- 1824 : Guillaume Dupuytren (1777-1835)
- 1825 : Nicolas Vauquelin (1763-1829)
- 1826 : Joseph Auguste Lucas (1768-1833)
- 1827 : Antoine Dubois (1756-1837)
- 1828 : André Laugier (1770-1832)
- 1829 : Edme Bourdois de La Motte (1754-1835)
- 1830 : François Joseph Double (1776-1842)
- 1831 : Nicolas Adelon (1782-1862)
- 1832 : Gilbert Breschet (1784-1845)
- 1833 : Charles Marc (1771-1840)
- 1834 : Pierre-François-Guillaume Boullay (1777-1869)
- 1835 : Jacques Lisfranc de Saint-Martin (1790-1847)
- 1836 : Jean-Baptiste Louyer-Villermay (1776–1837)
- 1837 : Léopold Joseph Renauldin (1775-1859)
- 1838 : François-Joseph Moreau (1789-1862)
- 1839 : Henri Marie Husson (1772-1853)
- 1840 : François-Victor Bally (1775-1866) et Barthélemy
- 1841 : Philibert Joseph Roux (1780-1854)
- 1842 : Pierre Fouquier (1776-1850)[4]
- 1843 : Paul Dubois (1795-1871)[5]
- 1844 : Guillaume Marie André Ferrus (1784-1861)[6]
- 1845 : Joseph Bienaimé Caventou (1795–1877)[7]
- 1846 : Louis Charles Roche (1790-1875)
- 1847 : Louis Bégin (1793-1859)[8]
- 1848 : Hippolyte Louis Royer-Collard (1802-1850)
- 1849 : Alfred Velpeau (1795-1867)
- 1850 : Isidore Bricheteau (1789-1861)
- 1851 : Mathieu Orfila (1787-1853)[9]
- 1852 : François Mêlier (1798-1866)
- 1853 : Pierre Honoré Bérard (1797-1858)[10]
- 1854 : Jean-Baptiste Nacquart (1780-1854)
- 1855 : Antoine Jobert de Lamballe (1799-1867)
- 1856 : Antoine Bussy (1794-1882)
- 1857 : Michel Lévy (1809-1872)
- 1858 : Stanislas Laugier (1799-1872)
- 1859 : Jean Cruveilhier (1791-1874)
- 1860 : Jules Cloquet (1790-1883)
- 1861 : Stéphane Robinet (1796 ou 1799-1869)
- 1862 : Jean-Baptiste Bouillaud (1796-1881)
- 1863 : baron Félix Larrey (1808-1895)
- 1864 : Augustin Grisolle (1811-1869)
- 1865 : Joseph-François Malgaigne (1806-1865)
- 1866 : Apollinaire Bouchardat (1806-1886)
- 1867 : Auguste Ambroise Tardieu (1818-1879)
- 1868 : Philippe Ricord (1800-1889)
- 1869 : Jean Blache (1799-1871)
- 1870 : Charles-Pierre Denonvilliers (1808-1872)
- 1871 : Charles Adolphe Wurtz (1817-1884)
- 1872 : Jean Baptiste Barth (1806-1877)
- 1873 : Jean Depaul (1811-1883)
- 1874 : Alphonse Devergie (1798-1879)
- 1875 : Léon Athanase Gosselin (1815-1887)
- 1876 : Gaspard Adolphe Chatin (1813-1901)
- 1877 : Henri Bouley (1814-1885)
- 1878 : Jules Baillarger (1809-1890)
- 1879 : Alfred Richet (1816-1891)
- 1880 : Henri-Louis Roger (1809-1891)
- 1881 : Venant Legouest (1820-1889)
- 1882 : Jules Gavarret (1809-1890)
- 1883 : Alfred Hardy (1811-1893)
- 1884 : Alphonse Guérin (1816-1895)
- 1885 : Étienne Jules Bergeron (1817-1900)
- 1886 : Ulysse Trélat (1828-1890)
- 1887 : Marie Philibert Constant Sappey (1810-1896)
- 1888 : Hippolyte Hérard (1819-1913)
- 1889 : Maurice Perrin (1826-1889)
- 1890 : Eugène Moutard-Martin (1821-1891)
- 1891 : Stéphane Tarnier (1828-1897)
- 1892 : Jules Regnauld (1820-1895)
- 1893 : Joseph Alexandre Laboulbène (1825-1898)
- 1894 : Jules Rochard (1819-1896)
- 1895 : Georges-Simonis Empis (1824-1913)
- 1896 : Jacques François Édouard Hervieux (1818-1905)
- 1897 : Eugène Caventou (1824-1913)
- 1898 : Sigismond Jaccoud (1830-1913)
- 1899 : Photinos Panas (1832-1903)
- 1900 : Étienne-Jules Marey (1830-1904)
- 1901 : Félix Guyon (1831-1920)
- 1902 : Alfred Riche (1829-1908)
- 1903 : Étienne Lancereaux (1829-1910)
- 1904 : Paul Tillaux (1834-1904)
- 1905 : Léon Colin (1830-1906)
- 1906 : Alexandre Guéniot (1832-1935)
- 1907 : Armand Gautier (1837-1920)
- 1908 : Jules Bucquoy (1829-1920)
- 1909 : Léon Labbé (1832-1916)
- 1910 : Georges Dieulafoy (1839-1911)
- 1911 : Odilon Lannelongue (1840-1911)
- 1911 : Alexandre Guéniot (1832-1935)
- 1912 : Charles-Marie Gariel (1841-1924)
- 1913 : Auguste Chauveau (1827-1917)
- 1914 : Charles Périer (1836–1914)
- 1915 : Valentin Magnan (1835-1916)
- 1916 : Charles Monod (1843-1921)
- 1917 : Gustave Bouchardat (1842-1918)
- 1918 : Georges Hayem (1841-1933)
- 1919 : Edmond Delorme (1847-1929)
- 1920 : Alphonse Laveran (1845-1922)
- 1921 : Louis-Gustave Richelot (1844-1924)
- 1922 : Auguste Béhal (1859-1941)
- 1923 : Anatole Chauffard (1855-1932)
- 1924 : Jacques Amédée Doléris (1852-1938)
- 1925 : Gustave Barrier (1853-1945)
- 1926 : Paul Bar (1853-1945)
- 1927 : Eugène Gley (1857-1930)
- 1928 : Antoine Béclère (1856-1939)
- 1929 : Édouard Quénu (1852-1933)
- 1930 : Pierre Menetrier (en) (1859-1935)
- 1931 : Félix de Lapersonne (1853-1937)
- 1932 : Jean Pierre Gédéon Meillère (1860-1934)
- 1933 : Achille Souques (1860-1944)
- 1934 : Charles Armand Gabriel Walther (1855-1935)
- 1935 : Armand Siredey (1856-1940)
- 1936 : Henri Albert Hartmann (1860-1952)
- 1937 : Henri Martel (1870-1957)
- 1938 : Fernand Bezançon (1868-1948)
- 1939 : Célestin Sieur (1860-1955)
- 1940 : Louis Martin (1864-1946)
- 1941 : Pierre Alfred Duval (1874-1941), Emile Eugène Joseph Sergent (1867-1943)
- 1942 : Georges Charles Guillain (1876-1961)
- 1943 : Victor Balthazard (1872-1950)
- 1944 : Émile Perrot (1867-1951)
- 1945 : Georges Brouardel (1869-1959)
- 1946 : Henri Rouvillois (1875-1969)[11]
- 1947 : Justin Jolly (1870-1953)
- 1948 : Édouard Rist (1871-1956)
- 1949 : Auguste Brindeau (1867-1955)
- 1950 : Edmond Lesné (1871-1962)
- 1951 : Jean Marie Camille Guérin (1872-1961)
- 1952 : André Alfred Lemierre (1875-1956)
- 1953 : Maurice Loeper (1875-1961)
- 1954 : Fernand Jules Maurice Lemaître (1880-1958)
- 1955 : Eugène Henri Hérissey (1873-1959)
- 1956 : Charles Laubry (1872-1960)
- 1957 : Maurice Adolphe Auguste Chevassu (1877-1957)
- 1958 : Robert Anselme Debré (1882-1978)
- 1959 : Léon René Binet (1891-1971)
- 1960 : Georges Duhamel (1884-1966)
- 1961 : Amédée Baumgartner (1875-1973)
- 1962 : Étienne Chabrol (1883-1971)
- 1963 : Jean Marie René Fabre (1889-1966)
- 1964 : Louis Jacques Tanon (1876-1969)
- 1965 : Paul Auguste Mathieu (1877-1971)
- 1966 : Gustave Lesbouyriès (1883-1971)
- 1967 : Jacques Tréfouël (1897-1977)
- 1968 : Jean Claude Marie Verne (1890-1982)
- 1969 : André Pierre Moulonguet (1887-1983)
- 1970 : Joseph Louis Pasteur Vallery-Radot (1886-1970)
- 1971 : Charles Gernez-Rieux (1898-1971)
- 1972 : Robert Courrier (1895-1986)
- 1973 : Maurice-Marie Janot (1903-1978)
- 1974 : Jean Bernard (1907-2006)
- 1975 : Maurice Lacomme (1897-1986)
- 1976 : Xavier Louis Leclainche (1899-1984)
- 1977 : Jean Cheymol (1896-1988)
- 1978 : Henri Jacotot (1896-1991)
- 1979 : Robert de Vernejoul (1890-1992)
- 1980 : Guillaume Valette (1902-1982)
- 1981 : Stanislas de Sèze (1903-2000)
- 1982 : André Sicard (1904-2002)
- 1983 : Hugues Gounelle de Pontanel (1903-2001)
- 1984 : Julien Marie (1899-1987)
- 1985 : Francis Tayeau (1913-1998)
- 1986 : Jude Turiaf (1904-1989)
- 1987 : René Küss (1913-2006)
- 1988 : André Thomas (1905-1999)
- 1989 : Raymond Ferrando (1912-1997)
- 1990 : André Delmas (1910-1999)
- 1991 : René Truhaut (1909-1994)
- 1992 : Henri Baylon (1913-1994)
- 1993 : Robert Laplane (1907-1996)
- 1994 : Alain Larcan (1931-2012)
- 1995 : Maurice Mercadier (1917-2002)
- 1996 : Maurice Guéniot (1918-2008)
- 1997 : Paul Lechat (1920-2003)
- 1998 : Claude Laroche (1917-2003)
- 1999 : Charles Pilet (1931-)
- 2000 : Claude Sureau (1927-2020)
- 2001 : Gabriel Blancher (1923-2004)
- 2002 : Maurice Tubiana (1920-2013)
- 2003 : Louis-François Hollender (1922-2011)
- 2004 : Claude Boudène
- 2005 : André Vacheron (1933-)
- 2006 : Denys Pellerin (1924-)
- 2007 : Pierre Ambroise-Thomas (1937-2014)
- 2008 : Marc Gentilini (1929-)
- 2009 : Géraud Lasfargues (1930-2018)
- 2010 : Roger Henrion (1927-)
- 2011 : Pierre Joly (1930-)
- 2012 : André-Laurent Parodi (1933-)
- 2013 : François-Bernard Michel (1936-)
- 2014 : Yves Logeais (1932-)
- 2015 : Jean-Yves Le Gall (1939-)
- 2016 : Pierre Bégué
- 2017 : Claude Jaffiol (1933-)
- 2018 : Christian Chatelain (1932-)
- 2019 : Emmanuel Alain Cabanis (1943-)
- 2020 : Jean-François Mattei (1943-)

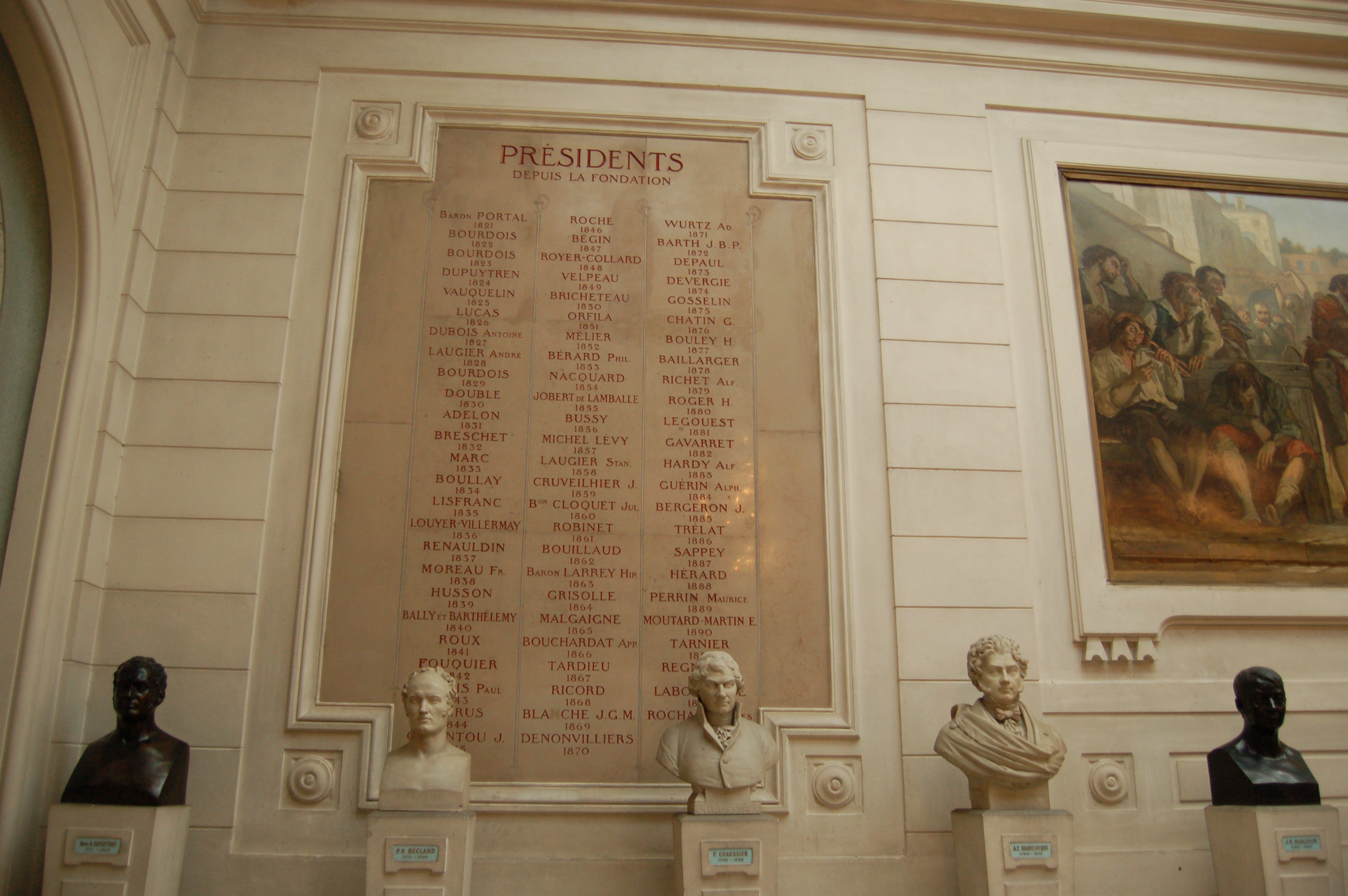
Liste des présidents depuis la fondation de l'Académie jusqu'en 1894.

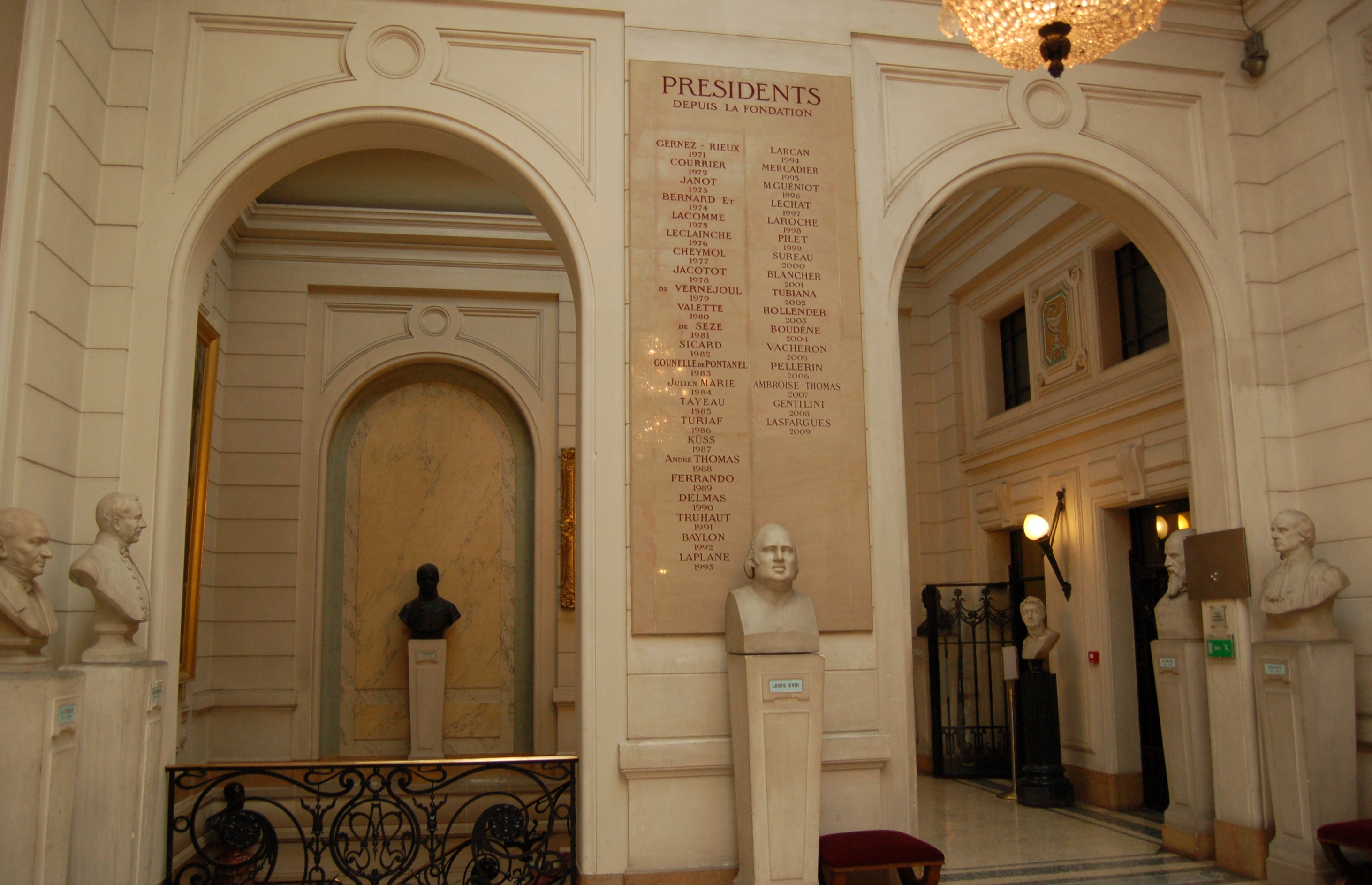
Liste des présidents de l'Académie de 1971 à 2009.

- 2021 : Bernard Charpentier
- 2022 : Patrice Tran Ba Huy
- 2023 : Jean-Pierre Goullé
- 2024 : Catherine Barthélémy

2025 : Jean-Noël Fiessinger 

## La bibliothèque de l'Académie de médecine
Comptant près de 4000 titres de périodiques morts ou vivants et des dizaines de milliers de monographies dont 114 incunables, la Bibliothèque de l’Académie nationale de médecine est l’une des bibliothèques médicales les plus riches d'Europe. Avec la conservation de ses archives stipulée dès la fondation en 1820 et la constitution progressive d’un patrimoine artistique, la Bibliothèque se voit dotée d’une responsabilité triple : elle conserve et valorise non seulement les imprimés mais également les archives et les œuvres d’art.

## Critiques
La nomination de Marie-Thérèse Hermange au comité d'éthique de l'Académie en 2017, alors qu'elle est mise en examen depuis 2013 pour trafic d'influence au profit des laboratoires Servier dans l'affaire du Mediator, suscite des interrogations sur les conflits d'intérêts au sein de l'institution,.
L'Académie est critiquée pour des positions jugées idéologiques et non scientifiques. En 2019, Philippe Froguel, membre de l'Académie de médecine, se dit « consterné » de la prise de position contre la PMA pour toutes.
L'absence de femmes au conseil d'administration de l'Académie et la prédominance d'hommes âgés dans toute l'institution sont des motifs récurrents de critiques.
Le 2 janvier 2025, dans une tribune pour Atlantico, Jean Costentin tient des propos problématiques dénoncés par l'association Addictions France. Il parle défend l'idée qu' "Une contraception efficace devra empêcher que le toxicomane non sevré se reproduise et ce aussi longtemps qu’il peut transmettre à sa progéniture les modifications épigénétiques induites par son intoxication." Les académies nationales de médecine et de pharmacie se sont désolidarisées sans nommer directement le principal intéressé et sans annoncer de mesures à son encontre.

### Sources primaires
1. ↑  Missions de l'Académie nationale de médecine, sur academie-medecine.fr
2. ↑  Plus de cinquante prix ainsi que de nombreuses subventions, bourses et médailles, sur academie-medecine.fr
3. ↑  « LE VOCABULAIRE MÉDICAL DU XXIe SIÈCLE », sur academie-medecine.fr (consulté le 18 juillet 2018).
4. ↑  « Prix, bourses et médailles », sur academie-medecine.fr (consulté le 29 mars 2019).
5. ↑  « Membres Titulaires – Académie nationale de médecine », sur academie-medecine.fr (consulté le 2 septembre 2022)
6. ↑  « Conseil d’administration de l'Académie de médecine », sur academie-medecine.fr.

#### Textes législatifs et réglementaires
- Ordonnance du Roi du 20 décembre 1820 qui établit à Paris pour tout le royaume, une académie royale de médecine (abrogée)
- Article 110 de la Loi no 2013-660 du 22 juillet 2013 relative à l’enseignement supérieur et à la recherche
- Décret no 2014-1678 du 30 décembre 2014 portant approbation des statuts de l'Académie nationale de médecine

#### Autres liens
- (fr + en) Site officiel
- Ressources relatives à la recherche :   - Biodiversity Heritage Library
  - CrossRef
- Ressource relative à la vie publique :   - Nominations au Journal officiel
- Ressource relative aux beaux-arts :   - Union List of Artist Names
- Ressource relative aux organisations :   - SIREN
- Notice dans un dictionnaire ou une encyclopédie généraliste :   - Gran Enciclopèdia Catalana
- Notices d'autorité :   - VIAF
  - ISNI
  - BnF (données)
  - IdRef
  - LCCN
  - GND
  - CiNii
  - Espagne
  - NUKAT
  - Catalogne
  - Vatican
  - Norvège
  - Tchéquie
- Bulletin de l'Académie nationale de médecine :
  - articles triés par séance depuis 2001 sur le site de l'Académie
  - numéros complets depuis 2001 sur le site de l'Académie
  - numéros complets antérieurs à 2001 sur Gallica, la bibliothèque numérique de la BnF